# Совет Арагона

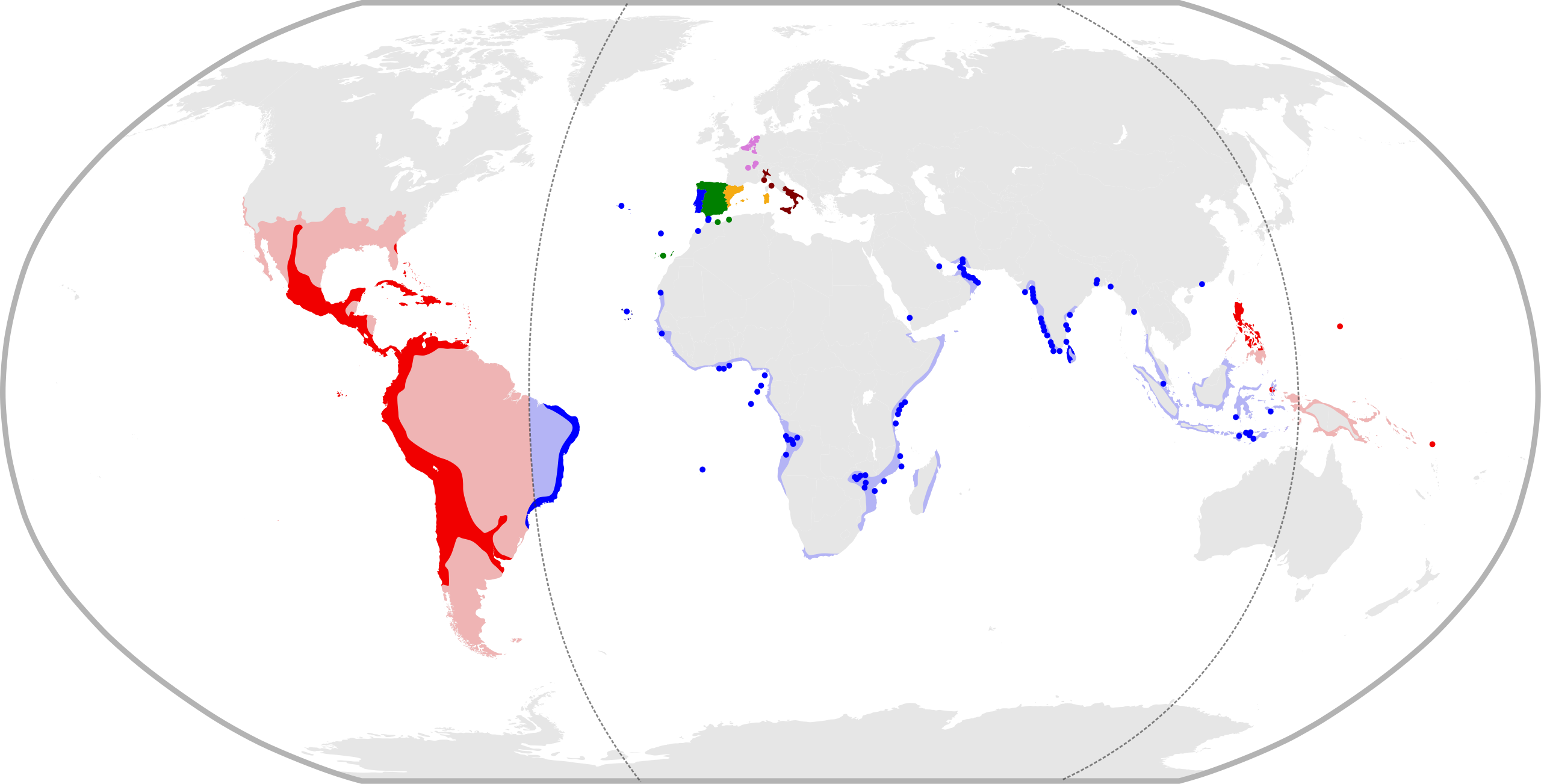
Карта Испанско-португальской империи в 1598 году.
Территории, управляемые Советом Кастилии
Территории, управляемые Советом Арагона
Территории, управляемые Советом Португалии
Территории, управляемые Советом Италии
Территории, управляемые Советом Индий
Территории, относящиеся к Совету Фландрии

Совет Арагона, полное название — Королевский и Верховный Совет Арагона (исп. Real y Supremo Consejo de Aragón; кат. Consell Suprem d'Aragó) был руководящим органом и ключевой частью внутреннего управления Испанской империи в Европе, и в иерархии стоял ниже только самого монарха. Совет управлял землями Арагонской короны, которые состояли из королевства Арагон, Княжество Каталония (включая Руссильон до 1659 года), Королевство Валенсия, Королевство Мальорка, Королевство Сардиния на острове Сардиния, и, наконец, владения Арагона в южной Италии (Королевство Неаполь и Королевство Сицилия), которые были включены в Совет Италии вместе с герцогством Милан в 1558 году. Совет Арагона управлял этими территориями как частью Испании, а затем Иберийской унии.

## История
Совет Арагона соответствовал природе Испанской империи, состоящей из отдельных королевств, управляемых общим королём, но сохраняющих свои собственные законы, обычаи и правительство. Фердинанд II, вместе со своей женой Изабеллой, был первым правителем одновременно Кастилии и Арагона. Поскольку Фердинанд II стал королём Кастилии (1474) раньше, чем королём Арагона (1479), большую часть времени он проводил не в Арагоне, а в кастильском королевском дворе в Вальядолиде. Такое королевское отсутствие создавало трудности в управлении и наведении порядка в землях Арагона. В результате, чтобы решить эти административные проблемы, появились институты вице-короля и совета. В 1494 году на базе бывшего королевского совета королей Арагона был основан Совет Арагона. Совет состоял из главного казначея, вице-канцлера и пяти регентов; на все эти должности, кроме главного казначея, назначались урождённые арагонцы. Многие из членов совета были отобраны из числа летрадос, класса юристов, на который Фердинанд и Изабелла полагались в управлении своих земель. Хотя высшее положение в управлении Арагоном занимал вице-король, Совет регулировал и надзирал за его деятельностью и служил связующим звеном между вице-королём и королём. Функции Совета включали получение докладов от вице-короля, предоставление советов королю по ведению им дел, донесение приказов короля до различных территорий. С помощью Совета Арагона король мог наблюдать за территориями, которые он не посещал и с жителями которых не взаимодействовал.
Совет Арагона послужил моделью для других Советов, которые были созданы в XVI веке для управления расширившейся Испанской империей. Оливарес в своём меморандуме королю Филиппу IV об испанском правительстве говорил о советах:
Так как король владеет различными королевствами, которые были включены в земли Короны, сохраняя свою отдельную идентичность, и представлен в них разным образом, необходимо иметь Совет для каждого королевства. Ваше Величество таким образом считается присутствующим в каждом королевстве...
Советы были учреждены не только для каждого из владений Испании (как например Италии, Португалии и Фландрии), но также для общих вопросов. Так, существовали Совет Инквизиции (для религиозных дел), Совет Войны и Совет Государства. Во время правления Филиппа II, Совет Государства оставался достаточно незначительным, так как король предпочитал вести управление самостоятельно. Однако, при Филиппе III он вырос и стал краеугольным камнем системы государственного управления.
Хотя преимущества системы советов были очевидны, система также имела свои недостатки. Между разными частями империи не было связности и не предпринималось попыток устранить барьеры между различными народами империи; единственным, что связывало их между собой было наличие общего короля. Вдобавок, не предпринималось усилий для установления общего правительства или для укрепления экономических и торговых связей между разными провинциями. Частным интересам провинции отдавалось предпочтение в ущерб принятию мер, направленных на общую выгоду. В результате, в 16 веке как в Арагоне, так и других, управляемых Советами территориях, недоставало реального выражения общего единства.